# Lili-Tsee
Lili-Tsee est un opéra de Franz Curti, créé en 1896.

## Contexte et création
Franz Curti compose Lili-Tsee sur un livret de Wolfgang Kirchbach (de). L’œuvre est donnée pour la première fois au Semperoper de Dresde.

### Articles
- Henri Heugel, Le Ménestrel, Paris, 1896 (lire sur Wikisource), « Nouvelles diverses et concerts », p. 213-216